# WR 140
WR 140 ist ein Wolf-Rayet-Stern, der zusammen mit einem Stern der Spektralklasse O4-5 ein Doppelsternsystem (SBC9 1232) im Sternbild Schwan bildet. Das System ein hervorragendes Beispiel für eine phasenweise Staubproduktion, bei dem aus dem silicium- und kohlenstoffhaltigen Sternwind von WR 140 kondensierter kosmischen Staub verschachtelte Staubhüllen entstehen – im Unterschied zu beispielsweise WR 104, bei dem eine spiralförmige Staubverteilung auftritt. 
WR 140 ist einer der hellsten Wolf-Rayet-Sterne des Nordhimmels. Dennoch ist er masseärmer und weniger leuchtstark als der primäre Stern des Doppelsternsystems, überstrahlt aber dessen Spektrum mit seinen breiten Spektrallinien. Der primäre Stern ist ein Riesenstern oder Überriese. Spektroskopisch konnte ein stark exzentrischer Orbit mit einer Umlaufzeit von 7,9 ± 0,2 Jahren bestimmt werden: Der Abstand beider Sterne variiert von 1,3 AU im Periastron bis hin zu 23,9 AU im Apastron. Kurz nach der Periastron-Passage alle 8 Jahre steigt die Infrarotemission stark an und fällt dann über einen Zeitraum von mehreren Monaten wieder ab. In dieser Phase kollidieren Sternwind und die von dem Wolf-Rayet-Stern entstehenden Staubpartikel. Es ist allerdings noch nicht geklärt (Stand 2022), ob die besondere, konzentrische Struktur der Staubschalen durch die Interaktion der beiden Sternwinde hervorgerufen wird oder das Ergebnis von Prozessen im Kern des Wolf-Rayet-Sterns sind.
Die Oberflächentemperatur des Wolf-Rayet-Sterns beträgt 70.000 Kelvin, die des Primärsterns 35.000 Kelvin.  Sie erzeugen eine energiereiche Ultraviolettstrahlung und erhitzen die Staubschalen auf eine Temperatur von etwa 1.000 Kelvin, so dass rund 20 Lagen im Infrarotspektrum sichtbar werden. Der Abstand der konzentrischen Schalen beträgt etwa 1,4 Billionen km (1,4·1012 km), das entspricht 3,5 % des Abstands zwischen Sonne und Alpha Centauri.